# Calanda
Calanda est une commune d’Espagne, dans la province de Teruel, communauté autonome d'Aragon comarque de Bajo Aragón.

## Histoire
Lors de la guerre d'Espagne, la CNT prend le contrôle du village. Certaines théories de l'anarchisme sont mises en pratique. On peut notamment remarquer qu'ils ont poussé la théorie jusqu'à supprimer toute notion d'argent.
Une école fut créée et nommée Francisco Ferrer.
L'arrivée d'un régiment communiste dans un premier temps, puis des troupes de Francisco Franco met fin à cette expérience.

## Lieux et monuments
- Templo del Pilar

## Archéologie
- La mosaïque du Camino del Albalate, conservée au musée provincial.

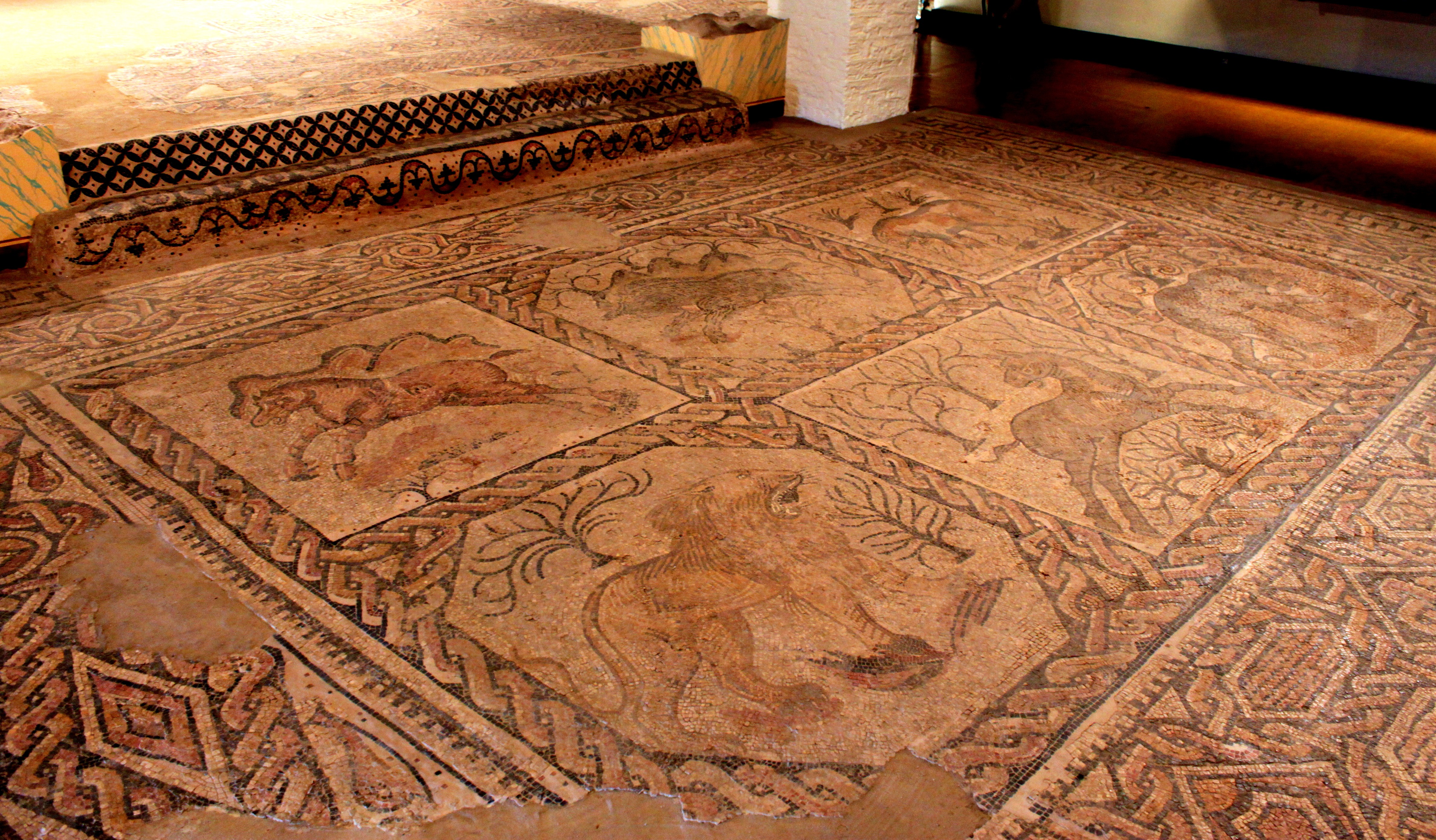
Camino del Albalate: mosaïque.

## Personnalités
- Le cinéaste Luis Buñuel naquit à Calanda le 22 février 1900.
- Le cardinal Antonio María Cascajares y Azara naquit à Calanda le 2 mars 1834.
- Le guitariste Gaspar Sanz naquit à Calanda le 4 avril 1640.

## Jumelage
- Frouzins (France)

## Tradition
Se situe sur la Route du tambour et de la grosse caisse (la ruta del tambor y del bombo), une route symbolique de villages de l'Aragon où les habitants se réunissent en confréries et jouent du tambour pour célébrer la semaine sainte. Buñuel fait figurer cette manifestation traditionnelle dans plusieurs de ses films.